# دریاچه زیوراتکول
دریاچه زیوراتکول (انگلیسی: Zyuratkul) یک دریاچه در استان چلیابینسک کشور روسیه است.